# 米科拉伊夫卡 (奧布希夫卡市鎮)
48°32′22″N 34°42′4″E / 48.53944°N 34.70111°E
米科拉伊夫卡（烏克蘭語：Миколаївка），是烏克蘭中部的鎮，隸屬第聶伯羅彼得羅夫斯克州第聶伯羅區的奧布希夫卡市鎮。該鎮處於彼得里基夫卡以南29公里，海拔高度59米，2012年人口1,285。